# Todos quieren a Hugo
Todos quieren a Hugo (Everybody Loves Hugo en inglés) es el duodécimo episodio de la sexta temporada de la serie de televisión Lost, dirigido por Dan Attias y escrito por Edward Kitsis y Adam Horowitz. Fue transmitido el 13 de abril de 2010 por ABC en Estados Unidos y por CTV en Canadá. El personaje principal es Hugo.

## Trama

### En la realidad alterna
Hugo es un exitoso empresario de una cadena internacional de pollo asado, filántropo y mecenas. Su madre insiste en que necesita una mujer y le fija una cita a ciegas con una muchacha, pero cuando la esperaba conoce a Libby Smith (Cynthia Watros), quien le cuenta que ella está segura que ya se conocieron en alguna parte. El médico de un Hospital Psiquiátrico los interrumpe y se lleva a Libby con los demás pacientes en una combi. Luego, Desmond aborda a Hugo en uno de sus restaurantes, le recuerda que se conocieron en el vuelo de regreso de Sídney y lo anima a averiguar dónde conoció a Libby. Hugo decide visitarla en el Hospital de Santa Rosa donde ella le dice que recuerda un accidente aéreo y una isla donde ambos se gustaban. Hugo aún no recuerda pero atraído por ella la invita a ir de pícnic en la playa y cuando la besa, recuerda, mientras desde lejos Desmond los observa. Finalmente Desmond va a la escuela donde trabaja Locke y allí Ben Linus sospecha por su rara presencia y le pregunta por qué está observando, Desmond inventa que busca colegio para su hijo y luego arranca el carro y calculadamente atropella a Locke que sale en silla de ruedas y queda herido. Desmond se va satisfecho.

### En la isla
Mientras Hugo visita la tumba de Libby, se le aparece Michael Dawson, quien le dice que se ha presentado para advertirle que si siguen con el plan de ir a destruir el avión de Ajira en la isla Hidra, mucha gente morirá y Hugo será el responsable porque la gente lo sigue. Ilana (Zuleikha Robinson) ha traído cuatro tacos de dinamita del Black Rock y Hugo le advierte que es un explosivo muy inestable y ya vio morir a alguien por manipularlo. Ilana le responde que ella es una experta entrenada para protegerlos y mientras conversa con Richard la dinamita le explota y la mata. 
Hugo se dirige entonces al Black Rock y hace explotar la dinamita que queda. Asegura que Jacob le ha dicho que deben ir a hablar con el Hombre de Negro. Richard, Ben y Miles se van a las barracas de Dharma a buscar granadas y otros explosivos para destruir el avión, mientras que Jack, Sun, y el piloto Frank Lapidus deciden seguir a Hugo. Jack le dice a Hugo que aunque sabe que Jacob no le dijo que hiciera lo que están haciendo, lo sigue porque busca cómo hacer algo que repare la pérdida de la vida de Juliet. En la selva, tras oír ruidos se le aparece de nuevo Michael a Hugo, le asegura que los ruidos son los muertos que no pueden salir de la isla y le señala el camino para llegar al campamento del Humo Negro y le pide que si ve a Libby le de sus disculpas. 
Mientras tanto, Sayid entrega a Desmond al Humo Negro, quien lo lleva caminando por la selva y tras observar al misterioso Niño, llegan hasta un pozo muy profundo cavado a mano hace tiempos por personas que querían saber por qué ese punto enloquecía los compases náuticos. Luego el Humo Negro lanza a Desmond a lo profundo del pozo. 
Al regresar al campamento el Humo negro ve llegar a Hugo y se compromete con él a no hacerle daño a su grupo, Sun mira sin encontrar a su esposo y Jack se encuentra cara a cara con el cuerpo que vio muerto antes de ir en el vuelo de Ajira.